# 蔡公庄镇
蔡公庄镇，是中华人民共和国天津市静海区下辖的一个乡镇级行政单位。

## 行政区划
蔡公庄镇下辖以下地区：
蔡公庄村、杨家场村、顺小王村、刘祥庄村、土河村、惠丰西村、惠丰中村、惠丰前村、惠丰东村、四党口南村、四党口西村、四党口东村、四党口中村、四党口后村、朱家房子村、幸福村和天津蔡公庄乐器工业园社区。